# Medaglia di Isotta degli Atti e l'angelo
La medaglia di Isotta degli Atti e l'angelo fu realizzata in bronzo fuso da Matteo de' Pasti nel 1446 e misura circa 4 cm di diametro. Ne esistono due versioni, con e senza la firma dell'artista.

## Storia
Al 1446 Matteo de' Pasti datò diverse medaglie per Isotta degli Atti, diventata in quell'anno la favorita di Sigismondo Pandolfo Malatesta, Signore di Rimini. I ritratti della nobildonna sono divisibili in due tipi: uno col capo velato e uno senza velo; il verso è di tre tipi principali, con l'elefante Malatesta (la medaglia più grande e più importante della serie), con un libro (due versioni) e, appunto con l'angelo. Spesso recto e verso si mischiano a formare ulteriori combinazioni, con variazioni anche legate alle iscrizioni.
Non è chiaro l'ordine della serie, né perché il medaglista approntasse così tante varianti (come accade anche nelle serie di Sigismondo Pandolfo Malatesta), a differenza ad esempio del suo maestro Pisanello. Sicuramente Pisanello lavorò per diversi committenti e diverse corti, mentre Matteo de' pasti fu artista residente per il signore di Rimini, quindi con maggior tempo a disposizione per accontentare modifiche e aggiustamenti.

## Descrizione
Il recto mostra, in piccolo, il ritratto velato di Isotta, derivato probabilmente dalla più grande medaglia di Isotta degli Atti velata e l'elefante. Lungo il bordo corre l'iscrizione continua ISOTE • ARIMINENSI • FORMA • E • VIRTUTE • ITALIE • DECORI •.
Il rovescio presenta un'allegoria abbastanza convenzionale, con un angelo che spunta da una nuvoletta verso sinistra e sporge in avanti una ghirlanda. Attorno si legge la data e la firma dell'artista: * MCCCCXLV • OPVS • MATHEI • DE • PASTIS . Come già accennato esiste una versione senza la firma, liscia dove si dovrebbero trovare le lettere.